# Fugue et Choral (Honegger)
Fugue et Choral (H. 14) d'Arthur Honegger est une œuvre pour orgue, composée en 1917, la seule du compositeur pour cet instrument.

## Genèse
Le jeune compositeur passe l'été 1917 à Carantec en Bretagne avec la pianiste et camarade Andrée Vaurabourg, qui deviendra son épouse au milieu des années 1920. À son retour à Paris, il adresse une lettre à ses parents le 3 septembre et précise « Depuis mon retour, je travaille à mon quatuor, j'ai presque terminé deux préludes pour orgue et commencé une nouvelle chose pour orchestre pour faire jouer au Conservatoire cet hiver ». Les œuvres mentionnées sont respectivement le Premier Quatuor à cordes, Fugue et choral pour orgue et Le Chant de Nigamon pour orchestre. 
Cette pièce pour orgue est la seule du compositeur pour cet instrument. La Fugue est dédiée à son maître havrais Robert-Charles Martin et le Choral à Andrée Vaurabourg.

## Influences
Si l'influence française de Claude Debussy et germanique par l'intermédiaire de Max Reger ou de César Franck est audible, la pièce est dotée d'une originalité propre, notamment dans sa « polyphonie chromatique extraordinairement serrée et complexe ».

## Structure et analyse
L'œuvre se découpe en deux parties, une fugue et le choral. La durée d'exécution totale des deux pièces est d'environ 5 minutes et 20 secondes.

### Fugue
La fugue porte la mention Moderato, écrite en ut dièse mineur. Elle s'articule sur 3 mesures et présente quatre introductions de ce thème, suivies d'une modulation, puis une réexposition avec l'usage de la tonique tenue au pédalier et s'achève par une courte coda.

### Choral
Le choral porte la mention Lento sostenuto, écrit en ré mineur que l'on entend qu'après une prélude. La mélodie diatonique du choral suit et comporte de nombreux chromatismes. Écrit à quatre voix, le choral révèle une maîtrise précoce de l'écriture contrapuntique, inspiré par l'enseignement d'André Gedalge au Conservatoire de Paris. Le choral s'achève sur une coda sur pédale de tonique en ré majeur.

## Discographie sélective
- Odile Pierre, G. Lade 23, 1995.

### Sources et références
- Harry Halbreich, Arthur Honegger : un musicien dans la cité des hommes, Paris, Fayard/Sacem, 1992, 816 p. (ISBN 2-213-02837-0)

1. ↑  p. 53
2. 1 2 3 4  pp. 297-298

- Pierre Meylan, Honegger, L'Âge d'Homme, 1982, 205 p.

- Marcel Delannoy, Honegger, Pierre Horay, 1953, 250 p.

1. ↑  p. 26

- Jacques Tchamkerten, Arthur Honegger, Papillon, 2005, 261 p.